# مانسن (پنسیلوانیا)
مانسن (به انگلیسی: Monessen) شهری در ایالت پنسیلوانیا کشور ایالات متحده آمریکا است که جمعیت آن در سرشماری سال ۲۰۲۰ میلادی، ۶٬۷۸۶ نفر بوده‌است.